# Jazmin Carlin
Jazmin Carlin (* 17. September 1990 in Swindon) ist eine britische Freistilschwimmerin. Die Waliserin gewann bei den Europameisterschaften 2014 die Titel sowohl über 400 als auch über 800 m.

## Erfolge
Carlin siegte in Berlin über 400 m in 4:03,21 min vor der Niederländerin Sharon van Rouwendaal (4:03,76) und der Spanierin Mireia Belmonte (4:04,01).
Über 800 m schwamm sie in 8:15,54 min zum Erfolg vor Belmonte (8:21,22) und der Ungarin Boglárka Kapás (8:22,06).
Bei den Weltmeisterschaften 2009 in Rom gewann sie mit ihren Mannschaftskolleginnen Joanne Jackson, Caitlin McClatchey und Rebecca Adlington in 7:45,51 in der 4 × 200-m-Freistilstaffel die Bronzemedaille hinter der Volksrepublik China und den USA.
Bei den Kurzbahnweltmeisterschaften 2014 in Doha errang Carlin über 800 m in 8:08,16 min die Silbermedaille hinter Mireia Belmonte (8:03,41) und vor Sharon van Rouwendaal (8:08,17).
Bei den Weltmeisterschaften 2015 im russischen Kasan belegte sie den vierten Platz über 400 m Freistil in 4:03,74 min. Über 800 m holte sie in 8:18,15 min Bronze hinter der Ozeanienrekord schwimmenden Neuseeländerin Lauren Boyle und der US-Amerikanerin Katie Ledecky, die mit neuem Weltrekord von 8:07,39 min siegte.
Bei den Olympischen Spielen 2016 in Rio de Janeiro gewann Carlin jeweils eine Silbermedaille über 400 sowie 800 m Freistil. In beiden Rennen musste sie sich nur Katie Ledecky geschlagen geben.